# زیست‌رایانه
زیست‌رایانش (به انگلیسی: Biological Computing) دانشی است که در‌آن از ساختارهای مولکولی جانداران (مانند دی‌ان‌ای و پروتئین) برای کارهای رایانشی مانند ذخیره‌سازی، بازیابی و پردازش استفاده می‌شود. به‌دلیل امکان استفاده از آن‌ها در انجام محاسبات موازی و حجیم، این فناوری جذابیت زیادی دارد. به یک واحد محاسبه‌گر زیست‌رایانش، رایانۀ زیستی گفته می‌شود. به دلیل نوپا بودن این دانش، گمان می‌رود که این فناوری حداقل ۱۰ سال تا استفاده‌‌ی تجاری فاصله داشته باشد. 

## معرفی
می‌توان گفت زیست‌رایانش، زاده‌ی پیشرفت در دانش نانوزیست‌فناوری است، که نقطه‌ی اشتراک دانش‌های نانویی و زیستی است. با این‌که هر سلول ساختاری شبیه یک رایانه دارد، پژوهشگران به این پی بردند که شیوۀ رفتار سلول‌های جانداران با رایانه‌های دیجیتال و پایگاه داده‌های معرفی شده برای آن‌ها تفاوت بسیاری دارد. برخي از این تفاوت‌ها عبارتند از:
- بدن انسان - با این‌که سلول‌های بسیاری دائماً در‌حال مرگ و تولّد هستند - می‌تواند به مدت طولانی فعالیت کند. اما اگر سیمی در رایانه‌های امروزی قطع شود یا در سخت افزار ایرادی پیش آید، احتمال از کار افتادن دستگاه وجود دارد.
- در مقایسه با نحوه‌ی ذخیره‌سازی دی‌ان‌ای، یک دستگاه ذخیره سازی سیلیکونی از نظر میزان ذخیره‌سازی در واحد حجم نسل‌ها عقب‌تر از سیستم ذخیره‌سازی دی‌ان‌ای است. یک گرم دی‌ان‌ای می‌تواند به اندازه‌ی یک تریلیون سی دی اطلاعات ذخیره کند.

با‌توجه به‌این خاصیت و خواص متعدد دیگری که برای زیست‌رایانه‌ها وجود دارد، حرکت به سمت زیست‌رایانه‌ها و استفاده از آن‌ها برای نسل‌های آینده‌ی رایانه‌ها حرکت منطقی به نظر می‌رسد.
نکته‌ی مهم دیگر در زیست‌رایانه‌ها، شبیه‌سازی سلول و دستکاری کردن آن به‌نفع هدف است. دی‌ان‌ای مانند واحد پردازش مرکزی(CPU) دستورهای ژنتیکی را به سراسر سلول می‌فرستد. از واکنش‌های شیمیایی دیمریزاسیون میتوان گیت‌های منظقی ساخت.

## پیشرفت‌های چشمگیر
در‌حال حاضر سامانه‌های زیست‌رایانش با قابلیت تشخیص منطق دودویی به‌وجود آمده‌اند. یک گروه پژوهشی در دانشگاه MIT توانسته است با تکیه بر توزیع پروتئین‌ها سیگنال‌های دودویی بسازند. این سامانه به‌این شکل عمل می‌کند که اگر میزان پروتئین در مسیر شیمیایی بیشتر از آستانه‌ای بود، سیگنال یک و در غیر این صورت، سیگنال صفر مخابره شود. 
گروه پژوهشی دیگری در دانشگاه استنفورد توانسته است یک مدل زیست‌رایانشی معادل یک ترانزیستور را بسازد. آن‌ها این معادل ترانزیستور را ترانسکریپتور نامیدند. با اختراع ترانسکریپتور و اتکا به پیشرفت‌های قبلی، عملاً سه پایه‌ی اصلی مورد نیاز برای ساخت یک رایانه‌ی زیستی - ذخیر‌ه‌سازی، سیستم منطق و انتقال اطلاعات  - فراهم شد.